# Hansle Parchment
Hansle Parchment (né le 17 juin 1990 dans la  paroisse de Saint-Thomas) est un athlète jamaïcain, spécialiste du 110 mètres haies. Il est champion olympique en 2021 à Tokyo et vice-champion du monde à deux reprises, en 2015 à Pékin et en 2023 à Budapest.

## Biographie
Cinquième des Jeux d'Amérique centrale et des Caraïbes et des Jeux du Commonwealth en 2010, Hansle Parchment devient champion du monde universitaire du 110 m haies en août 2011 à Shenzhen, en Chine, en portant son record personnel à 13 s 24 (-0,3 m/s). 

### Médaille de bronze olympique à Londres (2012)
Lors des Jeux olympiques de Londres en août 2012, il glane la médaille de bronze en établissant un nouveau record de Jamaïque en 13 s 12 . Devancé par les Américains Aries Merritt et Jason Richardson, il permet à la Jamaïque de remporter sa première médaille olympique dans cette spécialité. Il participe ensuite à la Ligue de diamant 2012 et se classe troisième du meeting Athletissima de Lausanne (13 s 15), et troisième du Mémorial Van Damme de Bruxelles (13 s 14), course dans laquelle Aries Merritt établit un nouveau record du monde en 12 s 80.
Il améliore de 7/100e son propre record de Jamaïque le 1er juin 2013 lors de la Prefontaine Classic d'Eugene en établissant la marque de 13 s 05 (+0,9 m/s), ce qui lui permet d'occuper le second rang des bilans 2013, derrière David Oliver. Aux championnats du monde de Moscou, il chute en demi-finale.
En 2014, Parchment commence sa saison avec un temps de 13 s 14 lors des Drake Relays à Des Moines. Le 5 juillet, il descend pour la première fois de sa carrière sous la barre des 13 secondes en réalisant 12 s 94 à Saint-Denis, devant le Français Pascal Martinot-Lagarde.
Il empoche la médaille d'argent lors des championnats du monde 2015, à Pékin, devancé par le Russe Sergueï Choubenkov.

### Champion olympique à Tokyo (2021)
Aux Jeux olympiques de Tokyo en 2021, le Jamaïcain crée la surprise en décrochant la médaille d'or en 13 s 04, devant le favori américain Grant Holloway. Il empoche ainsi sa deuxième médaille olympique après le bronze récolté en 2012. Lors de ces Jeux, il se trompe de bus avant sa demi-finale, arrivant au centre aquatique. Une bénévole serbo-japonaise, Tijana Kawashima Stojkovic, lui prête alors de l'argent afin qu'il prenne un taxi pour se rendre à temps au stade d'athlétisme, où il remporte sa course, avant de gagner la finale. Médaille d'or autour du cou, il retourne en bus au centre aquatique, retrouve la bénévole, lui explique le rôle déterminant qu'elle a joué dans sa victoire, la rembourse et lui offre un maillot jamaïcain. Ce geste de gratitude est salué par le Premier ministre jamaïcain Andrew Holness. Tijana Kawashima Stojkovic est invitée par le gouvernement à visiter l'île des Caraïbes,.

### Vice-champion du monde à Budapest (2023)
Figurant parmi les favoris pour le titre planétaire aux championnats du monde d'Eugene en juillet 2022, Parchment se blesse aux ischio-jambiers à l'échauffement avant la finale du 110 m haies et doit déclarer forfait.
Lors de l'édition suivante à Budapest en 2023, il parvient à tenir sa place en finale et s'adjuge la médaille d'argent en 13 s 07, battu par Grant Holloway qui réalise 12 s 96. Le Jamaïcain participe ensuite à la finale de la Ligue de Diamant à Eugene, où il s'impose en 12 s 93, meilleur chrono de sa carrière.

## Palmarès
| Date | Compétition                           | Lieu             | Résultat | Temps   |
| ---- | ------------------------------------- | ---------------- | -------- | ------- |
| 2010 | Jeux d'Amérique cent. et des Caraïbes | Mayagüez         | 5e       | 13 s 97 |
| 2010 | Jeux du Commonwealth                  | New Delhi        | 5e       | 13 s 71 |
| 2011 | Universiade                           | Shenzhen         | 1er      | 13 s 24 |
| 2012 | Jeux olympiques                       | Londres          | 3e       | 13 s 12 |
| 2015 | Championnats du monde                 | Pékin            | 2e       | 13 s 03 |
| 2017 | Championnats du monde                 | Londres          | 8e       | 13 s 37 |
| 2018 | Jeux du Commonwealth                  | Gold Coast       | 2e       | 13 s 22 |
| 2018 | Championnats NACAC                    | Toronto          | 1er      | 13 s 28 |
| 2018 | Ligue de diamant                      | Ligue de diamant | 3e       | 13 s 35 |
| 2021 | Jeux olympiques                       | Tokyo            | 1er      | 13 s 04 |
| 2023 | Championnats du monde                 | Budapest         | 2e       | 13 s 07 |
| 2023 | Ligue de diamant                      | Ligue de diamant | 1er      | 12 s 93 |
| 2024 | Jeux olympiques                       | Paris            | 8e       | 13 s 39 |

## Records
| Épreuve          | Performance | Lieu   | Date              |
| ---------------- | ----------- | ------ | ----------------- |
| 110 mètres haies | 12 s 93     | Eugene | 17 septembre 2023 |